# Prince Live at the Aladdin Las Vegas
 (octobre 2014).
Si vous disposez d'ouvrages ou d'articles de référence ou si vous connaissez des sites web de qualité traitant du thème abordé ici, merci de compléter l'article en donnant les références utiles à sa vérifiabilité et en les liant à la section « Notes et références ».
Pour plus de détails, voir Fiche technique et Distribution.
Prince Live at the Aladdin Las Vegas est un film de concert concluant One Nite Alone...Tour, la glorieuse tournée de Prince, sortie en DVD en 2003. Le 18 août 2003, pour célébrer la sortie du DVD, Universal a organisé des projections sur grand écran dans une dizaine de salles aux États-Unis. La première a eu lieu à Los Angeles, et a créé la surprise générale. Le DVD est un réel succès commercial. Il fut n°1 des ventes Fnac et Gibert Joseph en France pendant deux semaines, et il est monté à la deuxième place des ventes vidéo du Billboard. Toutefois comme d'habitude chez Prince, le DVD est redescendu presque aussi vite qu'il était monté.

## Synopsis
Ce concert, donné pendant le One Nite Alone...Tour, pour sortir en DVD, inclut plusieurs invités, une habitude que Prince a pris pour immortaliser ses plus grandes tournées. Le DVD présente 14 titres extraits du concert, pour un total de 82 minutes, quand la prestation originale a duré plus de trois heures.
La set-list du DVD est la suivante :
- Intro
- Pop Life
- Money Don't Matter 2 Night / The Work
- Push & Pull (avec Nikki Costa)
- 1+1+1=3 (incluant des extraits de Love Rollercoaster et Housequake)
- Strollin' / U Want Me
- Gotta Broken ♥ Again
- Strange Relationship
- Pass The Peas
- Whole Lotta Love
- Family Name
- Take Me With U
- The Everlasting Now
- Sometimes it Snows in April

Le titre The Ride, toujours filmé sur scène, est proposé en bonus dans une version de sept minutes.

## Fiche technique
- Titre : Prince Live at the Aladdin Las Vegas
- Réalisation : Sanaa Hamri
- Producteur : NPG Records
- Musique : Prince
- Directeur artistique : Prince
- Genre : Film de concert
- Sortie : 2003

## Analyse
Pour ce concert, enregistré le 12 décembre 2002, Prince interprète plusieurs de ses propres titres, tels que Pop Life ou Take Me With U dans des versions remaniées, et reprend aussi notamment un titre de Led Zeppelin (Whole Lotta Love). Parmi les invités spéciaux apparaissent des membres de son ancien groupe, Eric Leeds et Sheila E., la légendes du funk Maceo Parker, Greg Boyer, ainsi que Nikka Costa. L'intro contient un extrait de "The Rainbow Children" et de "Nagoya" de l'album C-Note. L'ambiance très Jazz de ce concert marque un grand tournant dans la carrière de Prince, qui  propose une prestation plus sobre, voire plus sérieuse que sur des tournées précédentes. Son attention reste fixée en premier lieu sur la qualité sonore des morceaux proposés, mais il prend visiblement un grand plaisir à interagir avec le public, d'où l'avantage de jouer dans de plus petite salle.
Prince a souhaité une réalisation originale pour ce DVD, un peu comme si le concert avait été filmé par des spectateurs auxquels on aurait confisqué leur matériel à la sortie. L'idée, amusante, donne un mélange de plans coupés, des passages flous ou furtifs, rapprochant le spectateur des musiciens, ainsi que des plans plus "professionnels" permettant une assez bonne vision de la scène. Sur un plan technique, l'image donne une impression d'amateurisme et semble parfois granuleuse.

## Musiciens présents
- Prince
- Rhonda Smith : Basse et chant
- Renato Nato : Clavier
- John Blackwell : Batterie
- Maceo Parker : Saxophone alto
- Eric Leeds : Saxophone ténor
- Greg Boyer : Trombone
- Sheila E. : Percussion et chœurs
- Nikka Costa : Chant
- DJ Dudley D : Platines